# Südamerikameisterschaft (Badminton)
Südamerikameisterschaften im Badminton werden seit 1984 ausgetragen. Sie werden von CONSUBAD (Confederación Sudamericana de Bádminton) organisiert. 2024 wurden die Titelkämpfe zum 19. Mal ausgetragen, während die Junioren bereits die 20. Auflage austrugen.

## Austragungsorte
- 1984: Buenos Aires (Argentinien)
- 1985: Buenos Aires (Argentinien)
- 1988: Montevideo (Uruguay)
- 1990: Mairinque (Brasilien)
- 1996: Buenos Aires (Argentinien)
- 1998: Campinas (Brasilien)
- 2005: Guayaquil (Ecuador)
- 2010: Piauí (Brasilien)
- 2012: Lima (Peru)
- 2013: Temuco (Chile)
- 2014: Santo André (Brasilien)
- 2015: Foz de Iguazu (Brasilien)
- 2016: Lima (Peru)
- 2017: Rio de Janeiro (Brasilien)
- 2018: Lima (Peru)
- 2019: Guayaquil (Ecuador)
- 2020: Lima (Peru)
- 2021: Joinville (Brasilien)
- 2022: Lima (Peru)
- 2023: Maracay (Venezuela)
- 2024: Santiago (Chile)

## Die Sieger
| Saison | Herreneinzel         | Dameneinzel               | Herrendoppel                                      | Damendoppel                              | Mixed                                      | Team              |
| ------ | -------------------- | ------------------------- | ------------------------------------------------- | ---------------------------------------- | ------------------------------------------ | ----------------- |
| 1984   | Federico Valdez      | Silvia Jiménez            | Federico Valdez Germán Valdez                     | Gloria Jiménez Ximena Bellido            | Gustavo Salazar Gloria Jiménez             | Peru (X)          |
| 1985   | Ong Sioe King        | nicht ausgetragen         | Luis Manuel Barreto Ong Sioe King                 | nicht ausgetragen                        | nicht ausgetragen                          | Brasilien (M)     |
| 1988   | Gustavo Salazar      | Ximena Bellido            | Gustavo Salazar Federico Valdez                   | Gloria Jiménez Ximena Bellido            | Gustavo Salazar Gloria Jiménez             | Peru (X)          |
| 1990   | Gustavo Salazar      | Teresa Montero            | Mario Carulla Gustavo Salazar                     | Gloria Jiménez Silvia Jiménez            | Federico Valdez Gloria Jiménez             | Peru (M) Peru (F) |
| 1996   | Mario Carulla        | Lorena Blanco             | Mario Carulla Gustavo Salazar                     | Lorena Blanco Ximena Bellido             | Gustavo Salazar Lorena Blanco              | Peru (X)          |
| 1998   | Mario Carulla        | Peru                      | Mario Carulla Gustavo Salazar                     | Lorena Blanco Ximena Bellido             | Guillermo Cox Sandra Jimeno                | Peru (X)          |
| 2012   | Daniel Paiola        | Fabiana Silva             | Mario Cuba Bruno Monteverde                       | Paula Pereira Fabiana Silva              | Daniel Paiola Fabiana Silva                | Brasilien (X)     |
| 2013   | Andrés Corpancho     | Camila Duany              | Andrés Corpancho Sebastián Macias                 | Katherine Winder Luz María Zornoza       | Andrés Corpancho Daniela Macías            | Peru (X)          |
| 2014   | Cristian Araya       | Mariana Pedrol de Freitas | Francielton Farias Rodolfo Salles                 | Thalita Correa Mariana Pedrol de Freitas | Francielton Farias Gabrielle Cavalcante    | Brasilien (X)     |
| 2015   | Ygor Coelho          | Fabiana Silva             | Ygor Coelho Hugo Arthuso                          | Fabiana Silva Paula Pereira              | Luis Dos Santos Ana Paula Campos           | Brasilien (X)     |
| 2016   | José Guevara         | Daniela Macías            | Bastian Lizama Cristian Araya                     | Luz María Zornoza Paula La Torre         | Diego Mini Luz María Zornoza               | Brasilien (X)     |
| 2017   | Artur Silva Pomoceno | Daniela Macías            | Daniel La Torre José Guevara                      | Marianna De Freitas Thalita Correa       | Artur Silva Pomoceno Lohaynny Vicente      | Peru (X)          |
| 2018   | Artur Silva Pomoceno | Daniela Macías            | Alisson de Souza Vasconcellos Mateus Carijo Cutti | Daniela Macías Dánica Nishimura          | Diego Mini Paula La Torre                  | Peru (X)          |
| 2019   | Artur Silva Pomoceno | Daniela Macías            | Diego Subauste Daniel La Torre                    | Daniela Macías Dánica Nishimura          | Diego Mini Dánica Nishimura                | Peru (X)          |
| 2020   | Daniel La Torre      | Daniela Macías            | Diego Mini José Guevara                           | Daniela Macías Dánica Nishimura          | Daniel La Torre Paula La Torre             | Peru (X)          |
| 2021   | Donnians Oliveira    | Juliana Viana Vieira      | Fabrício Farias Francielton Farias                | Jaqueline Lima Sâmia Lima                | Fabrício Farias Jaqueline Lima             | Brasilien (X)     |
| 2022   | Donnians Oliveira    | Inés Castillo             | Diego Mini José Guevara                           | Bianca de Oliveira Lima Lohaynny Vicente | José Guevara Inés Castillo                 | Peru (X)          |
| 2023   | Donnians Oliveira    | Juliana Giraldo           | Donnians Oliveira Matheus Voigt                   | Tamires dos Santos Ana Julia Ywata       | Matheus Voigt Tamires dos Santos           | Brasilien (X)     |
| 2024   | Welton Menezes       | Namie Miyahira            | Mateus Carijo Cutti Alisson De Souza Vasconcellos | Fernanda Munar Rafaela Munar             | Donnians Lucas De Oliveira Ana Julia Ywata |                   |

Legende: X – gemischtes Team, M – Herrenteam, F – Damenteam